# Off the record (journalistiek)
Off the record is een uitdrukking over het verstrekken van vertrouwelijkheden aan de pers. Kenmerk is dat de journalist de informatie doorgaans mondeling en ondershands verkrijgt en de informatiebron niet herkenbaar registreert noch publiceert.

## Vertrouwelijkheid en openbaarmaking
In de omgang met journalisten zijn er twee aspecten te onderscheiden aan off-the-record-informatie. De vertrouwelijkheid van de verstrekking en de vertrouwelijkheid van de informatie. De nieuwsbron wil in de publiciteit in elk geval niet in verband worden gebracht met de heimelijke gegevensverstrekking.

### Wel of niet publiceren
Soms krijgt een journalist informatie vertrouwelijk om er andere nieuwsfeiten mee te kunnen interpreteren. Publicatie is daarbij niet altijd het oogmerk, maar wel het faciliteren van een professionele afweging. Wellicht wordt er zelfs (tijdelijk) niet in plaats van wel gepubliceerd. Hiervan is bijvoorbeeld sprake als een journalist in vertrouwen wordt geïnformeerd over een ophanden zijnde arrestatie. Door voortijdige publiciteit zouden er verdachten kunnen ontkomen of gegijzelden in gevaar gebracht worden. Tweede voorbeeld: een journalist wil begrijpen waarom een sollicitatiegesprek voor een openbare functie zo nodig in een restaurant moest plaatsvinden. Wanneer de achtergrond vertrouwelijk wordt toegelicht, ontstaat begrip: de afwijkende locatiekeuze vloeit voort uit het feit dat de sollicitante een bekende persoonlijkheid is. Soms legt een bron later publieke verantwoording af over de reden van zijn off-the-recordcontact.

### Motieven
Een tipgever speelt een journalist doorgaans vertrouwelijke informatie toe met publiciteit als oogmerk. Dat kan een hint zijn: “Je moet eens nagaan bij het Kadaster wie dit flatgebouw heeft doorverkocht. Ik ga er verder niets over zeggen. Maar off the record wil ik ook nog wel kwijt dat hij een strafblad heeft.”
Vaak is het belang van een derde partij in het geding, die niet wil dat de informatie publiek gemaakt wordt. De tipgever kan nobele motieven aanvoeren, zoals het belang van openheid. Er kunnen ook strategische of tactische redenen een rol spelen, zoals het dwarsbomen van iemands plannen. Ook kan het gaan om persoonlijke drijfveren, zoals het voeden van ijdelheid of om het opbouwen van een vertrouwenspositie bij een journalist.

## Belangen
Een professioneel werkende journalist houdt rekening met het eigenbelang van de tipgever. Een onthulling kan bijvoorbeeld invloed hebben op beurskoersen, verkiezingsuitslagen of op de reputatie van mensen, bedrijven en instituties. Journalisten zullen erop bedacht zijn dat een tipgever erop uit kan zijn slechts die informatie prijs te geven die alleen hem welgevallig is en wellicht iemand anders op achterstand stelt. Off-the-recordinformatie geven kan zelfs bedoeld zijn om een affaire te ontketenen die andere gevoelige kwesties overschaduwt. Spindoctors zijn bedreven in het omgaan met off-the-recordinformatie.

## Anonieme bron
Journalisten proberen bij publicatie van inside-information de betrouwbaarheidsstatus van de bron zo nauwkeurig mogelijk te omschrijven, echter zonder de anonimiteit van de bron prijs te geven. "Zegslieden" klinkt vrij algemeen; specifieker is een omschrijving als "informanten uit de Amsterdamse drugswereld" of "Een diamantair uit Antwerpen". "Naar verluidt...". "Volgens diplomatieke bronnen...". "Welingelichte kringen rond de premier...". Dit zijn enkele van de clichés waarmee een redacteur zijn of haar bron kan omschrijven of beter uitgedrukt: maskeren. Ontmaskering van de bron zou er toe kunnen leiden dat er vergelding plaatsvindt, bijvoorbeeld dat een klokkenluider wordt ontslagen voor het laten uitlekken van nieuws. Zou de naam gepubliceerd worden, dan verliest de journalist een potentiële nieuwsbron.

## (On)geautoriseerd
Binnen de overheidscommunicatie worden dagelijks vele off-the-recordcontacten onderhouden met de media. Ze vinden plaats in wat heet ‘de wandelgangen’, tijdens achtergrondgesprekken of bij formele persbriefings. Ambtelijke contacten vinden doorgaans plaats met instemming van het overheidsorgaan waarvoor de betrokkene werkt. Woordvoerders, diplomaten en persattachés blijven zelf vaak buiten de aandacht. De politieke verantwoordelijkheid voor en parlementaire controle op deze perscontacten vormt een staatsrechtelijk probleem: het contact vindt immers sub rosa plaats. Het Watergateschandaal en Wikileaks zijn internationaal bekende voorbeelden van ongeautoriseerde perscontacten met spectaculaire gevolgen. Een Nederlands voorbeeld van off-the-recordinformatie: “Wel klinkt in Brussel de waarschuwing dat Nederland genegeerd zal worden als het Wilders of iemand van zijn partij naar Brussel stuurt als minister. „Hij zal worden gezien als een clown, zoals Berlusconi”, zegt een diplomaat.” In dit krantencitaat, daags na de Tweede Kamerverkiezingen in 2010, wordt een ambtelijke bron in Brussel beschermd die een volksvertegenwoordiger en een regeringsleider beschadigt.

## Omgangsregels
Soms vraagt een geïnterviewde of de bandopname even gestopt kan worden om iets 'off the record' te vertellen. Een off-the-recordafspraak bestaat alleen als deze tevoren is geaccepteerd door de journalist. Bij de redactie van NRC-Handelsblad geldt de stelregel dat nieuws dat off the record is verstrekt, niet wordt gepubliceerd, tenzij het wordt bevestigd door twee andere bronnen waarvan liefst één on the record (zie hierna). Twee off-the-recordbronnen vindt men te weinig. Eén off-the-recordbron en een openlijke bevestiging beschouwt deze redactie als een grensgeval.

## Onofficieel of informeel?
“Dat heb je niet van mij” is bij perscontacten een paradoxale uitdrukking Dit, omdat men juist dan een journalist informatie toespeelt. Maar ook anderszins is de term off the record enigermate tegenstrijdig. Het is immers het gebruik om journalisten informatie te geven met een zo breed mogelijke verspreiding als doel en vaak met een public relations-oogmerk, het promoten van het eigen imago, maar ditmaal blijft de tipgever buiten het beeld. Het kan verwarrend zijn om de informatie als "onofficieel" te bestempelen, ze kan immers ook van een officiële woordvoerder afkomstig zijn. Ook de aanduiding "informeel" komen we tegen, maar dit hoort dan niet op de informatie te slaan, maar op de heimelijke en vaak terloopse manier waarop de journalist deze verkreeg.

## Persclubs
In de sociëteit van Nieuwspoort in Den Haag waar buitenlandse correspondenten, journalisten, persvoorlichters en politici eten en drinken, gelden huisregels voor de omgang met vertrouwelijk bedoelde gesprekken. Hier worden nieuwtjes uitgewisseld volgens de zogeheten Nieuwspoortcode: wat besproken wordt kan worden gebruikt in krant, of voor radio en tv, maar de bron blijft onvermeld, net als de plaats waar het nieuws vandaan kwam. Ook persclubs in andere landen kennen dergelijke regels. Bij de Deutsche Presseclub geldt: een journalist die de geheimhoudingsregel overtreedt wordt onmiddellijk buiten de deur gezet.

## Verwante begrippen
- On the record: de tegenovergestelde vakterm, duidt op informatie die een nieuwsbron verstrekt met openbaarmaking als nadrukkelijk oogmerk, zo nodig met vermelding van naam en hoedanigheid van de bron: “U mag mij citeren”, aldus woordvoerster Clara Helder van vakbond Y”.
- Lekken: het bewust of onbewust uitlekken van informatie door een ongeautoriseerde nieuwsbron.
- Embargo: het verzoek aan de pers om informatie nog niet te verspreiden vóór een bepaald tijdstip.
- Sub rosa: een Latijnse uitdrukking om aan te geven dat bepaalde informatie vertrouwelijk is.
- Klokkenluider: iemand die (vermeende) misstanden aan de kaak stelt.
- Verschoningsrecht of bronbescherming: mogelijkheid om een rechter geen antwoord te geven, geldt niet voor journalisten in Nederland.
- Beroepsgeheim: geheimhoudingsplicht over vertrouwelijke informatie van derden die je uit hoofde van je beroep te weten bent gekomen.
- Bronnengeheim: in België het recht van iedereen die journalistieke activiteiten uitoefent op geheimhouding van hun informatiebronnen.
- Off the record messaging: protocol voor versleutelingscodes voor computerprogramma's.